# Мечеть Биби-Ханым
Мечеть Биби-Ханым (букв. «старшая принцесса») (официальное название — соборная или пятничная мечеть Масжиди джами) (узб. Bibi-Xonim masjidi / Биби-Хоним масжиди) — архитектурный памятник 1399—1404 годов в Самарканде, грандиозная соборная мечеть Тамерлана, богато украшенная изразцами, резным мрамором и росписями. Восстановлена из руин в конце XX века. Памятник находится на улице Ислама Каримова.

## Основание мечети
Мечеть была воздвигнута по приказу Тамерлана после его победоносного похода в Индию. Строительство было начато в мае 1399 года. Месторасположение будущей мечети выбирал сам Тимур. В строительстве были задействованы мастера из различных стран: Индии, Ирана, Хорезма, Золотой Орды. К сентябрю 1404 года основная часть комплекса была уже построена. Во дворе мечети могли одновременно молиться 10 тысяч человек.
Историк Гийас ад-Дин Али сообщает: «В воскресенье – 4 числа месяца рамадана 801 г. (1399 год нашего летосчисления), искусные инженеры и опытные мастера в час, счастливый и предсказанный по звёздам, положили основание постройке. Двести человек каменотесов из Азербайджана, Фарса, Индостана и других стран работали в самой мечети и 500 человек в горах упорно трудились над обтёсыванием камня и отправкой его в город. Артели мастеров и ремесленников, собравшись со всех концов мира к подножию трона, прилагали каждый насколько в своей области тщательное старание. Для сосредоточения материалов 95 гороподобных слонов доставлены были стран Индии в Самарканд и пущены в дело».
Для ускорения работ Тимур поручил надзор над отдельными участками строительства разным царевичам и эмирам, старавшимся расторопностью проявить своё усердие. Портальную арку, основное здание мечети, стены и аркады строили артели мастеров, которых направлял главный строитель, имевший объемную модель сооружения. Об этом рассказывают старые миниатюры.
Тимур всего несколько месяцев следил за строительством мечети и, вскоре он на целые годы был отвлечен новым военным походом – на этот раз на Османскую империю, строительство продолжалось без него. Народная молва приписала заслуги в строительстве мечети любимой жене Тамерлана, Сарай-мульк ханым, в честь которой мечеть получила своё второе название. Согласно легенде, жена эмира красавица Биби-ханым задумала к возвращению мужа выстроить ему в подарок мечеть, которой не видывал свет. В реальности, вернувшийся из дальнего похода, Тимур был разъярён тем, что портал его мечети был не столь величествен, как ему хотелось. Во всяком случае, ниже стоявшего напротив медресе, построенного его супругой.

## Последний этап строительства
Тимур, посетивший мечеть в сентябре 1404 года, был разгневан и велел казнить вельможу, надзиравшего за строительством. Повелитель приказал разрушить входной портал и выстроить новый. Возле фундамента отрыли ямы, разобрали кладку, чтобы устои потеряли опору и рухнули. Тимур был болен, но он повелел носить себя туда, где шли работы. «Потом он приказывал, – пишет в своем дневнике де Клавихо, – приносить туда варёного мяса и бросать его тем, которые работали в яме, точно как собакам; иногда он сам своими руками бросал мясо и так возбуждал рабочих, что на удивление; иногда же приказывал бросать в ямы деньги. Над этой постройкой также работали день и ночь; она прекратилась, как и работы по проведению улицы, оттого, что начал падать снег».
Мощная арка была переброшена над центральным проемом. Огромный двойной купол простирался на сорокаметровой высоте. Двор с колодцем окружал целый лес колонн, строившихся в четыре и девять рядов. В их тени расстилали свои коврики во время полуденного пятничного намаза десятки тысяч правоверных.
В широком и впечатляющем портале, отделанном резным мрамором, были укреплены литые из семи металлов, в том чиcле — золота и серебра, полотнища ворот. Когда их отворяли, тонкий металл вибрировал и издавал звон.
Из-под главного купола, где свет бесчисленных светильников и люстр не мог рассеять вечный сумрак, со ступенчатого минбара несся мерный голос имама, читавшего священные суры Корана. Недаром говорил Шериф-ад-дин-ал-Язди: «Если ты ищешь сравнения для арки её максуры, ничего нельзя сказать, кроме как – Млечный путь и небесный свод. Купол был бы единственным, если бы небо не было его повторением, и единственной была бы арка, если бы Млечный путь не оказался её парой. Звук огромных врат её, составленных из сплава семи металлов, призывает молящихся семи климатов в дом ислама. Блеск от сияния букв и слов суры «Пещера» и других чудесных стихов Корана на стенах её» 
От дополнявшего Биби-Ханым медресе Сарай-мульк ханым сохранился угловой восьмигранный мавзолей с изразцовым и расписным декором.
Мечеть имеет дворовую композицию (78х64 м). По главной оси прямоугольного двора расположены парадный портал входа и в глубине основной купольный объём — помещение мечети. На поперечной оси двора находятся два одинаковых портально-купольных здания. Все эти 4 основных объёма объединены многокупольной галереей на 400 каменных колоннах.
Здания мечети были в значительной степени отреставрированы в годы независимости Узбекистана.
Мечеть Биби-Ханым является филиалом Самаркандского Государственного музея-заповедника.

## Фото
| Мечеть Биби-Ханым в 1890 году | Соборная мечеть Тимура, современное состояние | Портал | Пюпитр |